# Dendrobium thyrsodes
Dendrobium thyrsodes är en orkidéart som beskrevs av Heinrich Gustav Reichenbach. Dendrobium thyrsodes ingår i släktet Dendrobium, och familjen orkidéer. Inga underarter finns listade i Catalogue of Life.